# Franco Tosi
Franco Tosi (Villa Cortese, 21 aprile 1850 – Legnano, 25 novembre 1898) è stato un ingegnere, imprenditore e politico italiano, protagonista dell'industria meccanica italiana, di cui è stato pioniere. Fu il fondatore nel 1881 dell'omonima azienda, e contribuì in misura determinante alla sviluppo in Italia dell'industria dei motori a vapore.

## Biografia

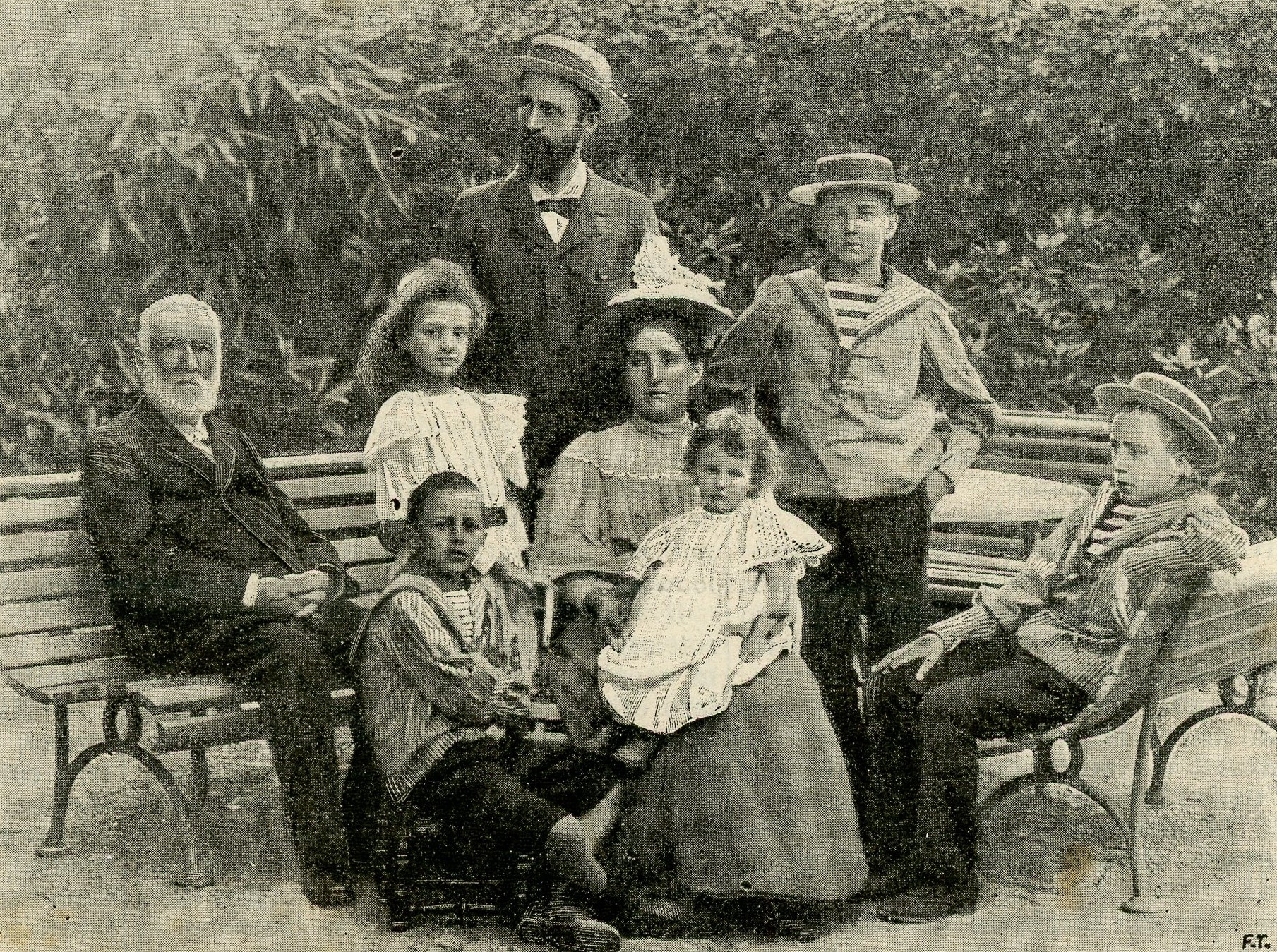
Franco Tosi (il più alto in piedi) e la sua famiglia

Nato a Villa Cortese da Luigi e da Teresa Rabolini, Franco Tosi studiò al Politecnico di Zurigo, in Svizzera, dove si laureò ingegnere. Successivamente trascorse un periodo di apprendistato in Inghilterra, passando quindi in Germania dove si occupò di costruzioni stradali a Bad Cannstatt, lavorando in seguito lungo la ferrovia del Gottardo. 
Nel 1876 tornò in Italia e si trasferì a Legnano dove venne assunto da Eugenio Cantoni come ingegnere tecnico e direttore della fonderia e fabbrica di macchine Cantoni-Krumm. Alla guida di questa azienda sviluppò i motori a vapore 3 HP (1877) e 40–50 hp Ryder (1881). Nel 1881 divenne socio di Cantoni, e la Cantoni-Krumm cambiò nome in Franco Tosi & C. Dal 1894 divenne unico proprietario dell'azienda che rilevò dagli stessi proprietari, iniziando ad occuparsi attivamente anche delle previdenze sociali a favore dei suoi dipendenti. Nel 1896 venne eletto al Comune di Legnano, e nominato assessore ai lavori pubblici.
La mattina del 25 novembre 1898, tornato in treno da Milano, appena varcati i cancelli dell'azienda, venne assassinato con un colpo di pistola alla schiena da un suo operaio, il ventunenne Giovanni Giacomo Garuzzi. La ditta  continuò a crescere anche dopo la sua scomparsa, ed è tuttora attiva. Tosi riposa nel Cimitero monumentale di Legnano. Garuzzi, milanese, figlio di una lavandaia ragazza madre, morta di parto, cresciuto in brefotrofio, e dato in adozione a una famiglia nel legnanese, lavorava alla Franco Tosi dall'età di quattordici anni; non spiegò mai le ragioni del suo crimine. Condannato all'ergastolo dal tribunale di Milano, e graziato 35 anni dopo, venne accolto dal pubblico perdono di Carla Tosi, figlia di Franco, e moglie di Guido Ucelli. Trasferitosi nel bresciano, fece perdere le sue tracce.